# Indianapolis Colts
Die Indianapolis Colts sind ein Team der National Football League (NFL) und spielen dort in der American Football Conference (AFC), in der Southern Division. Von 1953 bis 1984 spielten die Colts in Baltimore als Baltimore Colts. Sie sind zweimaliger Super-Bowl-Gewinner (1970 und 2006).

## Geschichte
Am 23. Januar 1953 erwarb eine Investorengruppe in Baltimore um den Geschäftsmann Carroll Rosenbloom, unterstützt durch die Stadtregierung, die Rechte an einem neuen NFL-Franchise. Voran gegangen war die Sehnsucht nach einer neuen Profi-Football Mannschaft für die Stadt, nachdem die ersten Colts aus der AAFC nach der Saison 1950 aus finanziellen Gründen aufgelöst werden mussten. Es wurde jedoch die Bedingung von NFL-Commissioner Bert Bell gestellt, dass binnen sechs Wochen mindestens 15.000 Saison-Tickets verkauft werden mussten. Dieses Ziel wurde aber bereits nach vier Wochen erreicht, wodurch Rosenbloom das Franchise für Baltimore zugesprochen bekam. Nach der ersten Saison und einer 3-9-Bilanz unter Head Coach Keith Molesworth verpflichtete Rosenbloom Weeb Ewbank als neuen Trainer. Ewbank baute die Colts in den nächsten Jahren stetig zu einer erfolgreichen Mannschaft auf. So schaffte man 1957 die Saison mit mehr Siegen als Niederlagen abzuschließen, was in den nächsten 14 Jahren jedes Jahr gelang und 1958 und 1959 die NFL-Meisterschaften nach Baltimore zu holen.
Ein großer Garant für den Erfolg der Mannschaft war neben Ewbank als Trainer auch ihr Quarterback Johnny Unitas. Unitas, der erst spät von den Steelers gedraftet wurde und über Umwege zu den Colts gelang, entwickelte sich in den 17 Jahren, die er für die Colts spielte, zu einem der besten Quarterbacks der NFL-Geschichte. So erzielte er in 206 Spielen, die er für die Colts spielte, 287 Touchdowns durch Pässe und 13, indem er mit dem Ball selbst in die gegnerische Endzone lief. Unitas war auch verantwortlich für die Einführung der sogenannten No-Huddle Offense. Dabei wird der Spielzug nicht vom Quarterback vor Spielbeginn in einer Spielerversammlung bekannt gegeben, sondern direkt an der Line of Scrimmage von ihm ausgerufen. Mit dieser Taktik und den späteren Hall of Famern Raymond Berry, Art Donovan, Gino Marchetti und Lenny Moore konnten sie am 28. Dezember 1958 im NFL Championship Game in einem dramatischen Spiel die New York Giants in der Verlängerung mit 23:17 niederringen. Das Spiel wurde später von Kommentatoren als The Best Game Ever tituliert und trug viel zur stark wachsenden Popularität des Profi-Footballs bei.
Nach der Saison 1962 wurde Ewbank nach Unstimmigkeiten mit dem Besitzer Rosenbloom entlassen. Rosenbloom stellte daraufhin im Januar 1963 Don Shula, ein ehemaliger Spieler von Ewbank, als neuen Head Coach der Colts ein. Dieser war dadurch mit seinen 33 Jahren der damals jüngste Coach der NFL. 1968 konnten die Colts zum dritten Mal das NFL Championship Game gewinnen, wodurch sie die NFL im AFL-NFL World Championship Game in einem zusätzlichen Endspiel vertraten. Mit dem zusätzlichen Endspiel wurde nach der Vereinbarung zwischen der NFL und AFL der „wahre“ Landesmeister ermittelt. In dem Endspiel, das später in Super Bowl III umbenannt wurde, trafen die Colts wieder auf Ewbank und die von ihm trainierten New York Jets. Die Colts waren damals haushoher Favorit, doch sie verloren das Spiel völlig überraschend mit 16:7. 1970, nachdem die NFL und AFL zu einer Liga fusionierten und die Colts fortan in der AFC spielten, erreichten sie wieder den Super Bowl. Dort konnten sie die Dallas Cowboys mit 16:13 besiegen und die Schmach der Niederlage tilgen. Johnny Unitas gelang dabei mit einem Pass auf John Mackey sein einziger geworfener Touchdown in einem Super Bowl.
1984 versetzte Eigentümer Robert Irsay, der das Team 1972 übernommen hatte, die Colts in einer Nacht-und-Nebel-Aktion nach Indianapolis.
Nach einer erfolglosen Saison 1997 wurde Bill Polian als geschäftsführender Vorstand (CEO) verpflichtet. Er hatte sich bereits einen Namen als General Manager der Buffalo Bills gemacht, (die unter seiner Leitung vier Jahre in Folge im Super Bowl standen) und die Carolina Panthers als das beste neue Team („Expansion“) in der Geschichte der NFL aufgebaut. Zwei Jahre später konnten sich die Colts von einer 3:13-Bilanz in der Vorsaison auf 13:3 (Siege/Niederlagen) verbessern. Damit stellten sie einen NFL-Rekord für die größte Verbesserung eines Teams innerhalb einer Saison, gemessen an der Anzahl der Siege, auf. Zu Polians bedeutenden Leistungen gehört die Verpflichtung einer Reihe wichtiger ungedrafteter Spieler.
Jim E. Mora, der das Team aus Indianapolis seit 1998 trainiert hatte, wurde 2002 von Tony Dungy abgelöst. Mit ihm als Head Coach gewannen die Colts 2006 den Super Bowl XLI durch einen 29:17-Sieg gegen die Chicago Bears.
Nachfolger von Dungy, der nach den Play-offs 2009 seine Trainerkarriere beendete, wurde Jim Caldwell. Am 17. Dezember 2009 überboten die Colts unter seiner Leitung ihren eigenen in der Vorwoche erzielten neuen NFL-Rekord, als sie die Jacksonville Jaguars mit 35:31 besiegten. Dies war der 23. Sieg in Folge in einem Spiel der Regular Season. Die alte Bestmarke hielten die New England Patriots mit 21 Siegen in Serie. Am Ende der Saison unterlag das Team aus Indianapolis jedoch den New Orleans Saints im Super Bowl XLIV.
2012 trennten sich die Colts von ihrem langjährigen Quarterback Peyton Manning. Im Draft wählten sie dann Andrew Luck als ersten Spieler aus, der in seiner Rookie-Saison auch sofort zum Starting-Quarterback avancierte. Die Colts schlossen daraufhin die Saison 2012 mit elf Siegen und fünf Niederlagen ab und schafften es in die Play-offs.
Auch nach der Saison 2013 und 2014 erreichten die Colts die Play-offs. Beide Male verloren sie jedoch gegen die New England Patriots, 2013 in den Divisional Play-offs und 2014 im AFC Championship Game.

## Besondere Spieler
Colts in der Pro Football Hall of Fame
| Trikotnummer | Name            | Position      | Für Indianapolis Aktiv | Jahr der Aufnahme |
| ------------ | --------------- | ------------- | ---------------------- | ----------------- |
| 70           | Art Donovan     | DT            | 1953–1961              | 1968              |
| 11           | Joe Perry       | FB            | 1961–1962              | 1969              |
| 89           | Gino Marchetti  | DE            | 1953–64, 1966          | 1972              |
| 82           | Raymond Berry   | WR            | 1955–1967              | 1973              |
| 77           | Jim Parker      | OL            | 1957–1967              | 1973              |
| 24           | Lenny Moore     | HB            | 1956–1967              | 1975              |
| –            | Weeb Ewbank     | Trainer       | 1954–1962              | 1978              |
| 19           | Johnny Unitas   | QB            | 1956–1972              | 1979              |
| –            | Mike McCormack  | Trainer       | 1980–1981              | 1984              |
| 83           | Ted Hendricks   | LB            | 1969–1973              | 1990              |
| 88           | John Mackey     | TE            | 1963–1971              | 1992              |
| –            | Don Shula       | Trainer       | 1963–1969              | 1997              |
| 29           | Eric Dickerson  | RB            | 1987–1991              | 1999              |
| 96           | Richard Dent    | DE            | 1996                   | 2011              |
| 28           | Marshall Faulk  | RB            | 1994–1998              | 2011              |
| –            | Bill Polian     | Präsident, GM | 1998–2011              | 2015              |
| –            | Tony Dungy      | Trainer       | 2002–2008              | 2016              |
| 88           | Marvin Harrison | WR            | 1996–2008              | 2016              |
| 32           | Edgerrin James  | RB            | 1999–2005              | 2021 1            |
| 18           | Peyton Manning  | QB            | 1998–2011              | 2021              |
| 73           | Joe Klecko      | DL            | 1988                   | 2023              |
| 93           | Dwight Freeney  | DE            | 2002–2012              | 2024              |
| 81           | Andre Johnson   | WR            | 2015                   | 2024              |

### Trikotnummern, die nicht mehr vergeben werden
| Nr. | Spieler        | Position | Zeitraum  |
| --- | -------------- | -------- | --------- |
| 18  | Peyton Manning | QB       | 1998–2011 |
| 19  | Johnny Unitas  | QB       | 1956–72   |
| 22  | Buddy Young    | RB       | 1953–55   |
| 24  | Lenny Moore    | HB       | 1956–67   |
| 70  | Art Donovan    | DT       | 1953–61   |
| 77  | Jim Parker     | OL       | 1957–67   |
| 82  | Raymond Berry  | WR       | 1959–72   |
| 89  | Gino Marchetti | DE       | 1948–61   |

### Indianapolis Colts Ring of Honor
Der Indianapolis Colts Ring of Honor ehrt ehemalige Spieler, Trainer oder Club-Offizielle, welche sich rund um das Franchise verdient gemacht haben. Die Namen sind gut sichtbar im Lucas Oil Stadium angebracht. 1996 wurde die erste Ehrung vorgenommen, als Robert Irsay, der damalige Besitzer der Colts, als erstes Mitglied aufgenommen wurde. Seitdem kamen 13 Spieler, zwei Head Coaches und ein General Manager hinzu.
| N° | Name            | Position        | Jahre im Verein      | Jahr der Ehrung     |
| -- | --------------- | --------------- | -------------------- | ------------------- |
|    | Robert Irsay    | Besitzer        | 1972–1997            | 1996                |
| 80 | Bill Brooks     | WR              | 1986–1992            | 1998                |
|    | Ted Marchibroda | Head Coach      | 1975–1979, 1992–1995 | 2000                |
| 75 | Chris Hinton    | OT, OG          | 1983–1989            | 2001                |
| 4  | Jim Harbaugh    | QB              | 1994–1997            | 2005                |
|    | 12th Man        | Fans            |                      | 2007; 2016 entfernt |
|    | Tony Dungy      | Head Coach      | 2002–2008            | 2010                |
| 88 | Marvin Harrison | WR              | 1996–2008            | 2011                |
| 32 | Edgerrin James  | RB              | 1999–2005            | 2012                |
| 29 | Eric Dickerson  | RB              | 1987–1991            | 2013                |
| 28 | Marshall Faulk  | RB              | 1994–1998            | 2013                |
| 63 | Jeff Saturday   | C               | 1999–2011            | 2015                |
|    | Bill Polian     | General Manager | 1998–2011            | 2017                |
| 18 | Peyton Manning  | QB              | 1998–2011            | 2017                |
| 87 | Reggie Wayne    | WR              | 2001–2014            | 2018                |
| 93 | Dwight Freeney  | DE              | 2002–2012            | 2019                |
| 98 | Robert Mathis   | DE              | 2003–2016            | 2021                |
| 78 | Tarik Glenn     | T               | 1997–2006            | 2022                |

|  | Pro Football Hall of Fame Finalist     |
|  | Mitglied der Pro Football Hall of Fame |

## Aktueller Kader
| Abkürzungen der Spieler-Positionen im American Football | Abkürzungen der Spieler-Positionen im American Football |
| ------------------------------------------------------- | --- |
| Offense                                                 | QB – Quarterback \| RB – Runningback \| FB – Fullback \| TE – Tight End \| E/WR – Wide Receiver \| T – Tackle \| G – Guard \| C – Center |
| Defense                                                 | DT – Defensive Tackle \| DE – Defensive End \| NT – Nose Tackle \| LB – Linebacker \| ILB – Inside Linebacker \| MLB – Middle Linebacker \| OLB – Outside Linebacker \| CB – Cornerback \| NB – Nickelback \| FS – Free Safety \| SS – Strong Safety |
| Special Teams                                           | K – Kicker \| P – Punter \| KS – Kicking Specialist \| KOS – Kickoff Specialist \| LS – Long Snapper \| RS – Return Specialist \| KOR/KR – Kick Returner \| PR – Punt Returner \| PP – Punt Protector                                                |

## Trainer (Head Coaches)

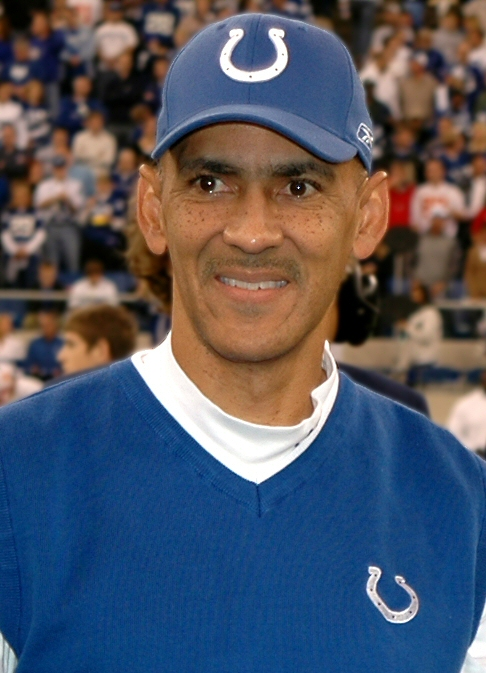
Mit Tony Dungy gewannen die Colts den 41. Super Bowl.

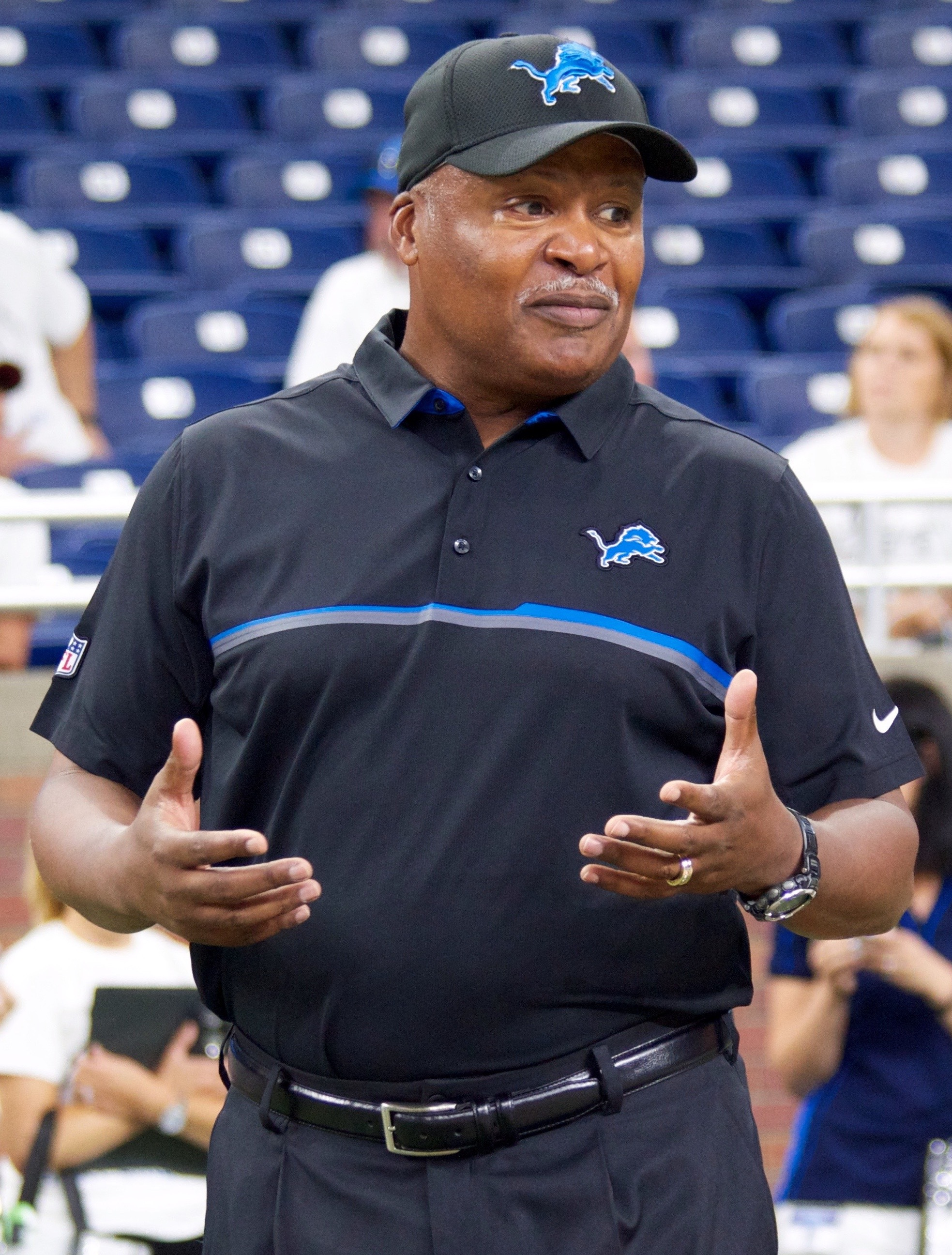
Jim Caldwell war 2009–2011 der Head Coach der Colts.

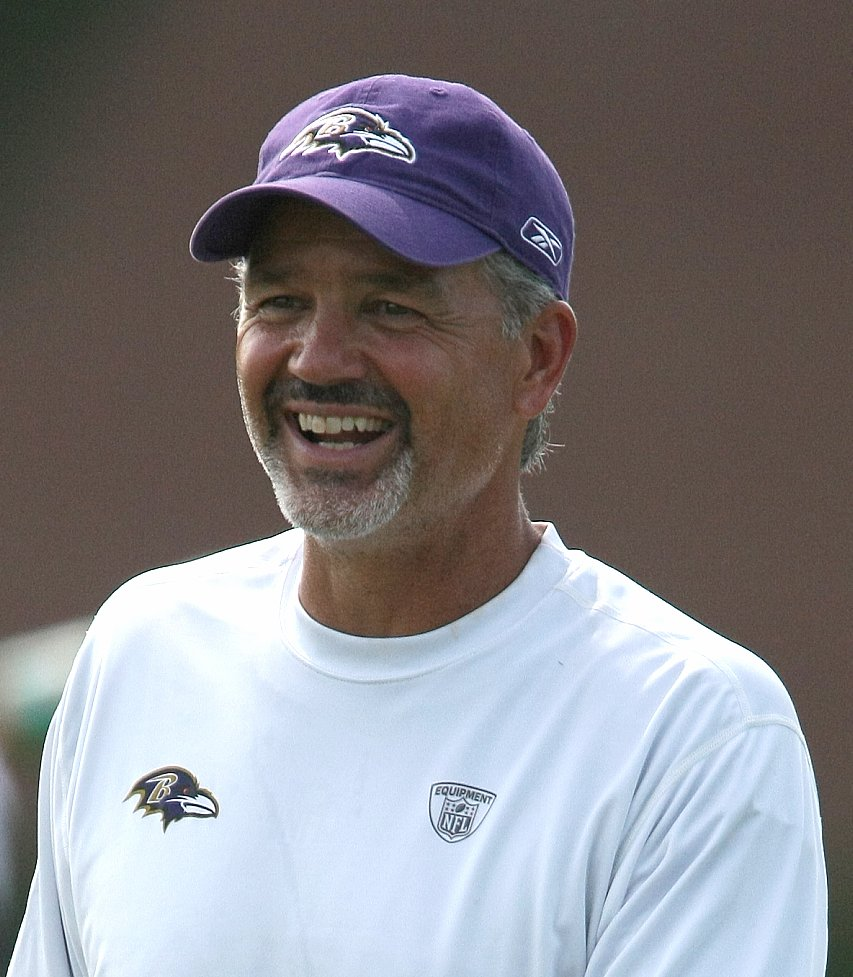
Chuck Pagano ist nach erfolgreicher Therapie Head Coach der Colts von 2012 bis 2017 gewesen.

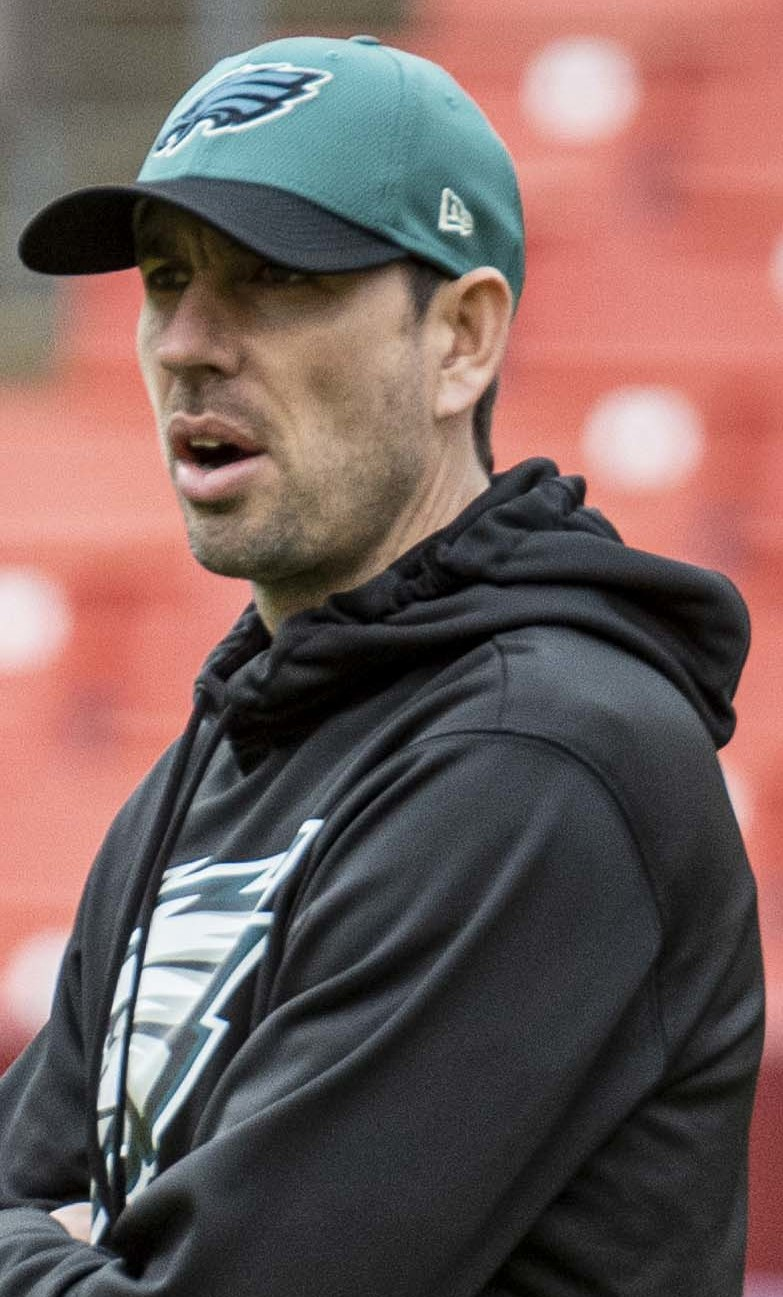
Shane Steichen ist seit 2023 Head Coach der Colts.

| #         | Reihenfolge der Trainer                           |
| Spiele    | Spiele als Trainer                                |
| S         | Siege                                             |
| N         | Niederlagen                                       |
| U         | Unentschieden                                     |
| Gewonnen% | Siegquote                                         |
| *         | Ausschließlich bei den Colts als Head Coach aktiv |

| Baltimore Colts    |                         |           |     |    |    |   |       |    |   |   | |        |
| 1                  | Keith Molesworth*       | 1953      | 12  | 3  | 9  | 0 | 0,333 | –  | – | – | | [ 24 ] |
| 2                  | Weeb Ewbank             | 1954–1962 | 112 | 59 | 52 | 1 | 0,527 | 2  | 2 | 0 | AP NFL Trainer des Jahres (1958) UPI NFL Trainer des Jahres (1958) NFL Championships (1958, 1959)                                                                  | [ 25 ] |
| 3                  | Don Shula               | 1963–1969 | 98  | 71 | 23 | 4 | 0,725 | 5  | 2 | 3 | AP NFL Trainer des Jahres (1964, 1968) Sporting News NFL Trainer des Jahres (1964, 1968) Pro Football Weekly NFL Trainer des Jahres (1968) NFL Championship (1968) | [ 26 ] |
| 4                  | Don McCafferty          | 1970–1972 | 33  | 22 | 10 | 1 | 0,667 | 5  | 4 | 1 | Super Bowl V | [ 27 ] |
| 5                  | John Sandusky* 2        | 1972      | 9   | 4  | 5  | 0 | 0,444 | –  | – | – | | [ 28 ] |
| 6                  | Howard Schnellenberger* | 1973–1974 | 17  | 4  | 13 | 0 | 0,235 | –  | – | – | | [ 29 ] |
| 7                  | Joe Thomas* 3           | 1974      | 11  | 2  | 9  | 0 | 0,182 | –  | – | – | | [ 30 ] |
| 8                  | Ted Marchibroda         | 1975–1979 | 74  | 41 | 33 | 0 | 0,554 | 3  | 0 | 3 | AP NFL Trainer des Jahres (1975) Sporting News NFL Trainer des Jahres (1975) Pro Football Weekly NFL Trainer des Jahres (1975) UPI NFL Trainer des Jahres (1975)   | [ 31 ] |
| 9                  | Mike McCormack          | 1980–1981 | 32  | 9  | 23 | 0 | 0,281 | –  | – | – | | [ 32 ] |
| 10                 | Frank Kush*             | 1982–1983 | 25  | 7  | 17 | 1 | 0,280 | –  | – | – | | [ 33 ] |
| Indianapolis Colts |                         |           |     |    |    |   |       |    |   |   | |        |
| –                  | Frank Kush*             | 1984      | 15  | 4  | 11 | 0 | 0,267 | –  | – | – | | [ 33 ] |
| 11                 | Hal Hunter* 4           | 1984      | 1   | 0  | 1  | 0 | 0,000 | –  | – | – | | [ 34 ] |
| 12                 | Rod Dowhower*           | 1985–1986 | 29  | 5  | 24 | 0 | 0,172 | –  | – | – | | [ 35 ] |
| 13                 | Ron Meyer 5             | 1986–1991 | 71  | 36 | 35 | 0 | 0,507 | 2  | 0 | 2 | UPI NFL Trainer des Jahres (1987) | [ 36 ] |
| 14                 | Rick Venturi 6          | 1991      | 11  | 1  | 10 | 0 | 0,100 | –  | – | – | | [ 37 ] |
| –                  | Ted Marchibroda         | 1992–1995 | 64  | 30 | 34 | 0 | 0,469 | 3  | 2 | 1 | | [ 31 ] |
| 15                 | Lindy Infante           | 1996–1997 | 32  | 12 | 20 | 0 | 0,375 | 1  | 0 | 1 | | [ 38 ] |
| 16                 | Jim E. Mora             | 1998–2001 | 64  | 32 | 32 | 0 | 0,500 | 2  | 0 | 2 | | [ 39 ] |
| 17                 | Tony Dungy              | 2002–2008 | 112 | 85 | 27 | 0 | 0,759 | 13 | 7 | 6 | Sporting News NFL Trainer des Jahres (2005) Maxwell Football Club NFL Trainer des Jahres (2005) Super Bowl XLI                                                     | [ 40 ] |
| 18                 | Jim Caldwell            | 2009–2011 | 48  | 26 | 22 | 0 | 0,542 | 4  | 2 | 2 | | [ 41 ] |
| 19                 | Chuck Pagano*           | 2012–2017 | 96  | 53 | 43 | 0 | 0,552 | 6  | 3 | 3 | | [ 42 ] |
| 20                 | Bruce Arians 7          | 2012      | 12  | 9  | 3  | 0 | 0,750 | –  | – | – | AP NFL Trainer des Jahres (2012) | [ 43 ] |
| 21                 | Frank Reich             | 2018–2022 | 74  | 40 | 33 | 0 | 0,547 | 3  | 1 | 2 | | [ 44 ] |
| 22                 | Jeff Saturday* 8        | 2022      | 8   | 1  | 7  | 0 | 0,125 | –  | – | – | | [ 45 ] |
| 23                 | Shane Steichen*         | 2023–     | 34  | 17 | 17 | 0 | 0,500 | –  | – | – | | [ 46 ] |

## Bilanzen und Rekorde
Indianapolis Colts/Zahlen und Rekorde stellt wichtige Rekorde bei den Colts, die Saisonbilanzen und die Erstrunden Draft-Picks seit 1953 dar.